# HIRA
A proteína HIRA é uma proteína que em humanos é codificada pelo gene HIRA. Esse gene é mapeado para 22q11.21, centromérico para COMT.

## Interações
Foi demonstrado que o HIST1H2BK interage com o HIRA.